# Rubem Fonseca
Pour les articles homonymes, voir Fonseca.
 (juillet 2017).
Si vous disposez d'ouvrages ou d'articles de référence ou si vous connaissez des sites web de qualité traitant du thème abordé ici, merci de compléter l'article en donnant les références utiles à sa vérifiabilité et en les liant à la section « Notes et références ».
José Rubem Fonseca, né le 11 mai 1925 à Juiz de Fora et mort le 15 avril 2020 à Rio de Janeiro, est un écrivain et scénariste brésilien.

## Biographie
Rubem Fonseca travaille à partir de 1952 dans la police brésilienne, débutant au bas de l'échelon et atteignant les plus hauts rangs.
Il amorce sa carrière en littérature par la publication de nouvelles où il se révèle tout particulièrement doué. Son roman Du grand art (A grande arte, 1983) obtient un succès critique et populaire considérable, mais c'est Agosto (1990) qui est considéré comme sa meilleure œuvre romanesque. À l'instar de son ami, l'écrivain américain Thomas Pynchon, il refuse les interviews et reste discret sur sa vie privée.
Il obtient le prix Camões en 2003 et le prix Machado de Assis en 2016.

## Œuvre

### Romans
- O Caso Morel (1973) Publié en français sous le titre Le Cas Morel, traduit par Marguerite Wünscher, Paris, Éditions Flammarion, coll. « Lettres étrangères », 1979, 399 p.  (ISBN 2-08-064155-7)
- A grande arte (1983) Publié en français sous le titre Du grand art, traduit par Philippe Billé, Paris, Éditions Grasset et Fasquelle, 1986, 297 p.  (ISBN 2-246-36371-3)
- Bufo & Spallanzani (1986)
- Vastas Emoções e Pensamentos Imperfeitos (1988) Publié en français sous le titre Vastes émotions et pensées imparfaites, traduit par Philippe Billé, Paris, Éditions Grasset et Fasquelle, 1990, 285 p.  (ISBN 2-246-42861-0)
- Agosto (1990) Publié en français sous le titre Un été brésilien, traduit par Philippe Billé, Paris, Éditions Grasset et Fasquelle, 1993, 307 p.  (ISBN 2-246-45961-3)
- O Selvagem da Ópera (1994) Publié en français sous le titre Le Sauvage de l’opéra, traduit par Philippe Billé, Paris, Éditions Grasset et Fasquelle, 1998, 300 p.  (ISBN 2-246-56021-7)
- O Doente Molière (2000)
- Diário de um Fescenino (2003)
- Mandrake, a Bíblia e a Bengala (2005)
- O Seminarista (2009)
- José (2011)

### Recueils de nouvelles
- Os prisioneiros (1963)
- A coleira do cão (1965)
- Lúcia McCartney (1967)
- Feliz Ano Novo] (1975)
- O cobrador (1979)
- Romance negro e outras histórias (1992)
- O buraco na parede (1995)
- Histórias de amor (1997)
- A confraria dos espadas (1998)
- Secreções, excreções e desatinos (2001)
- Pequenas criaturas (2002)
- Ela e outras mulheres (2006)
- Axilas e Outras Histórias Indecorosas (2011)
- Amálgama (2013)
- Histórias Curtas (2015)

### Autres publications
- O homem de fevereiro ou março (1973), anthologie
- E do meio do mundo prostituto só amores guardei ao meu charuto (1997)
- 64 Contos de Rubem Fonseca (2004), anthologie
- O romance morreu (2007), chroniques